# MIDP
Mobile Information Device Profile (MIDP) és una  especificació per a l'ús de Java en dispositius encastats com mòbils o PDA. MIDP forma part de J2ME (Java Platform Micro Edition).
Actualment (novembre de 2008) hi ha 2 versions de MIDP sota els auspicis dels seus corresponents JSR
- MIDP 1.0: JSR 37
- MIDP 2.0: JSR 118

Des del 2007 s'està desenvolupant una nova versió:
- MIDP 3.0: JSR 271

Els primers dispositius MIDP van ser els models i80s i i50sx de Motorola sorgits a l'abril del 2001.

## Característiques
MIDP va ser dissenyat per a mòbils. Proporciona una API per crear interfícies gràfiques d'usuari amb pantalles LCD. MIDP 2.0 inclou una API per al disseny de jocs 2D. Les aplicacions escrites per aquest tipus de perfil s'anomenen MIDlets. Actualment MIDP està molt estès entre els dispositius mòbils i gairebé tots inclouen una implementació de MIDP. MIDP s'ha convertit en l'estàndard de facto per a aplicacions per a mòbils com per exemple jocs.

## Eines de desenvolupament
Hi han diverses formes de crear aplicacions MIDP, el codi pot ser escrit utilitzat un simple editor de text o es poden utilitzar  entorns de desenvolupament integrat (de l'anglès IDE) com NetBeans o Eclipse.